# Městská hromadná doprava

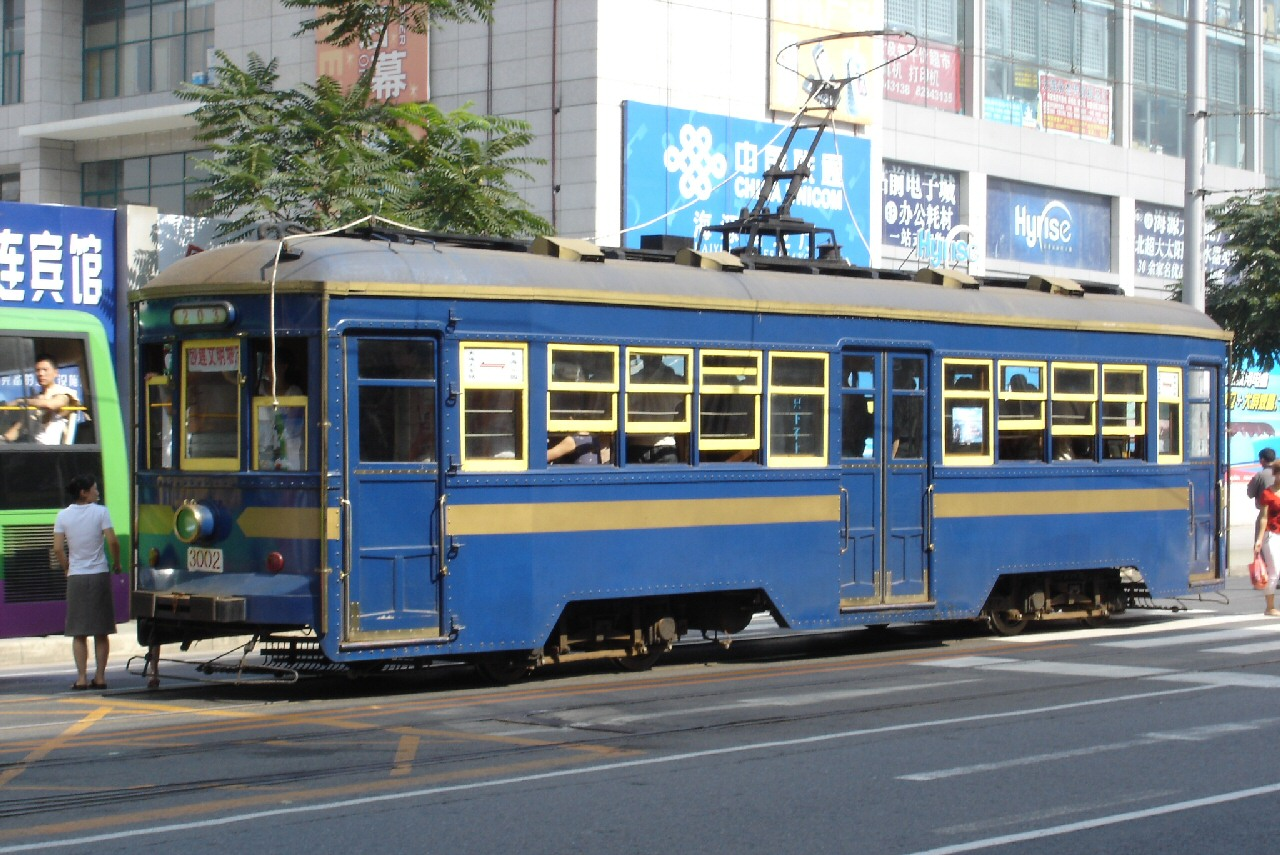
Tramvaj v Číně

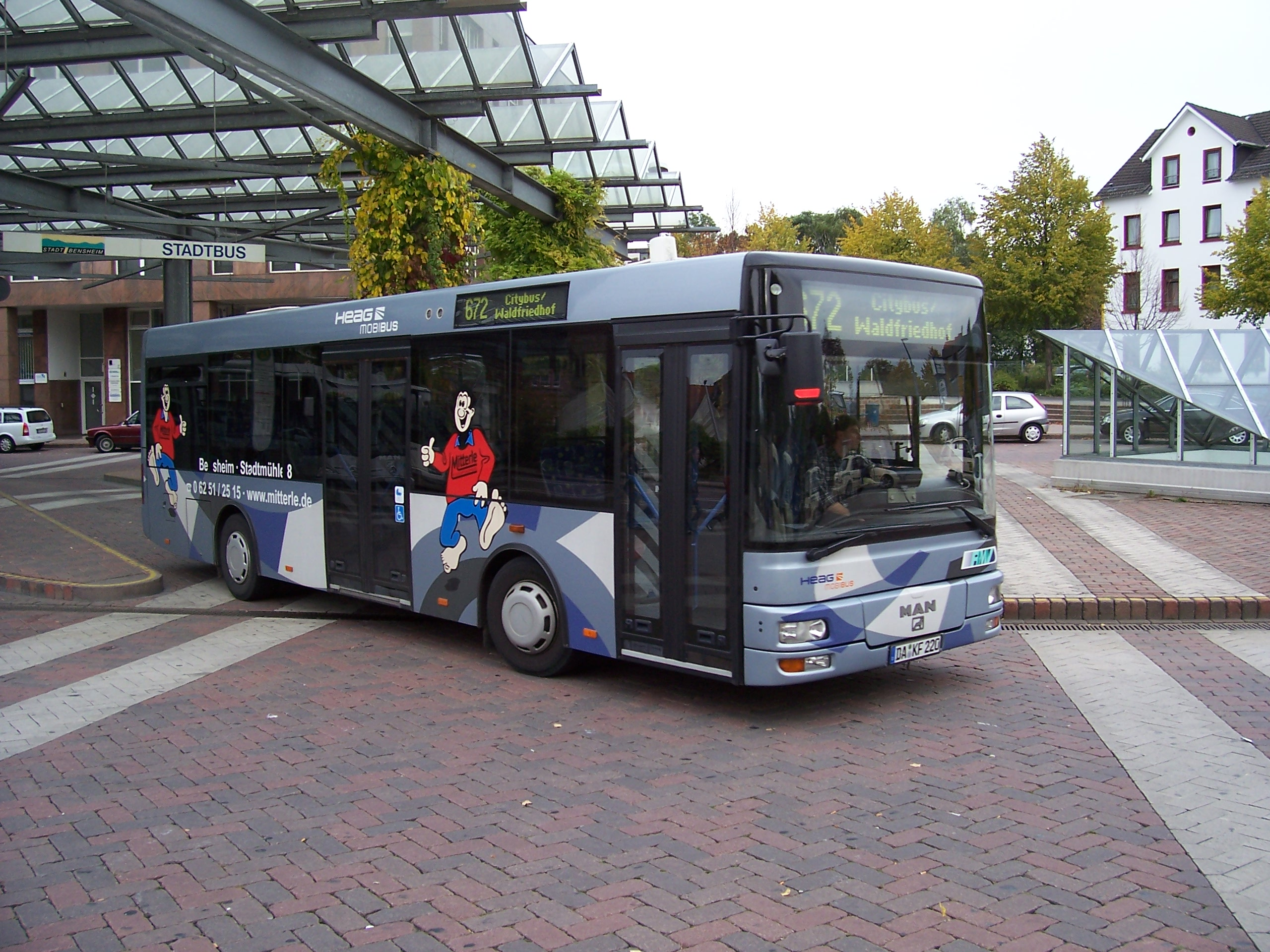
městský autobus typu MAN

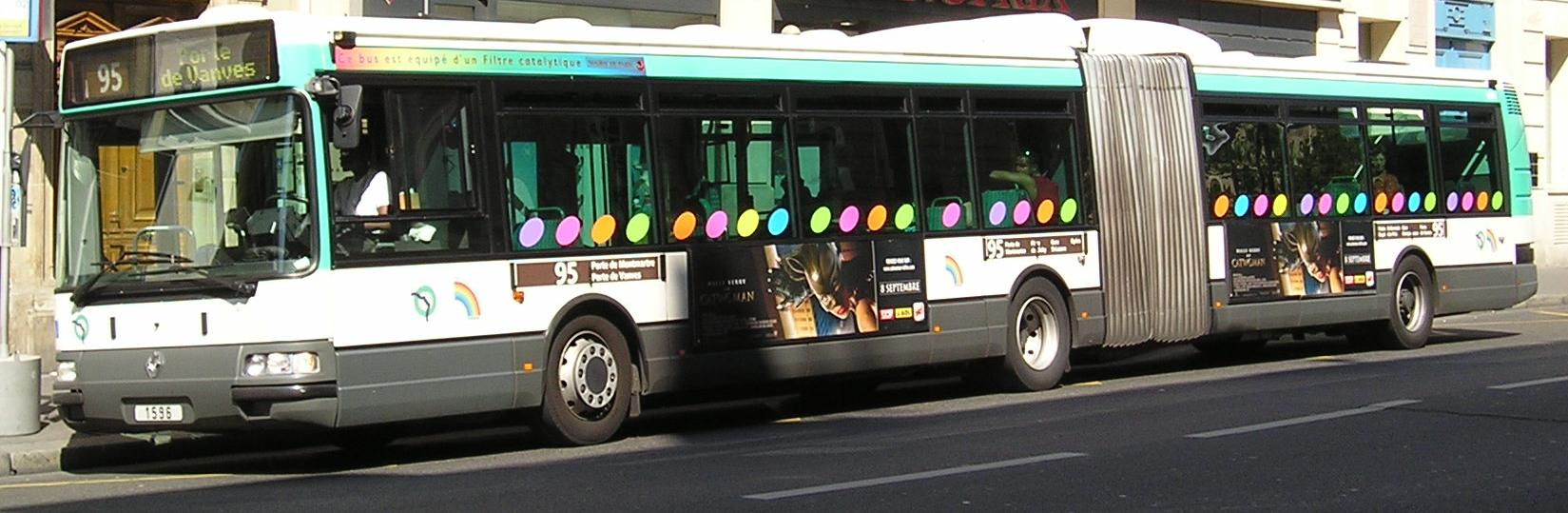
Kloubový městský autobus v Paříži

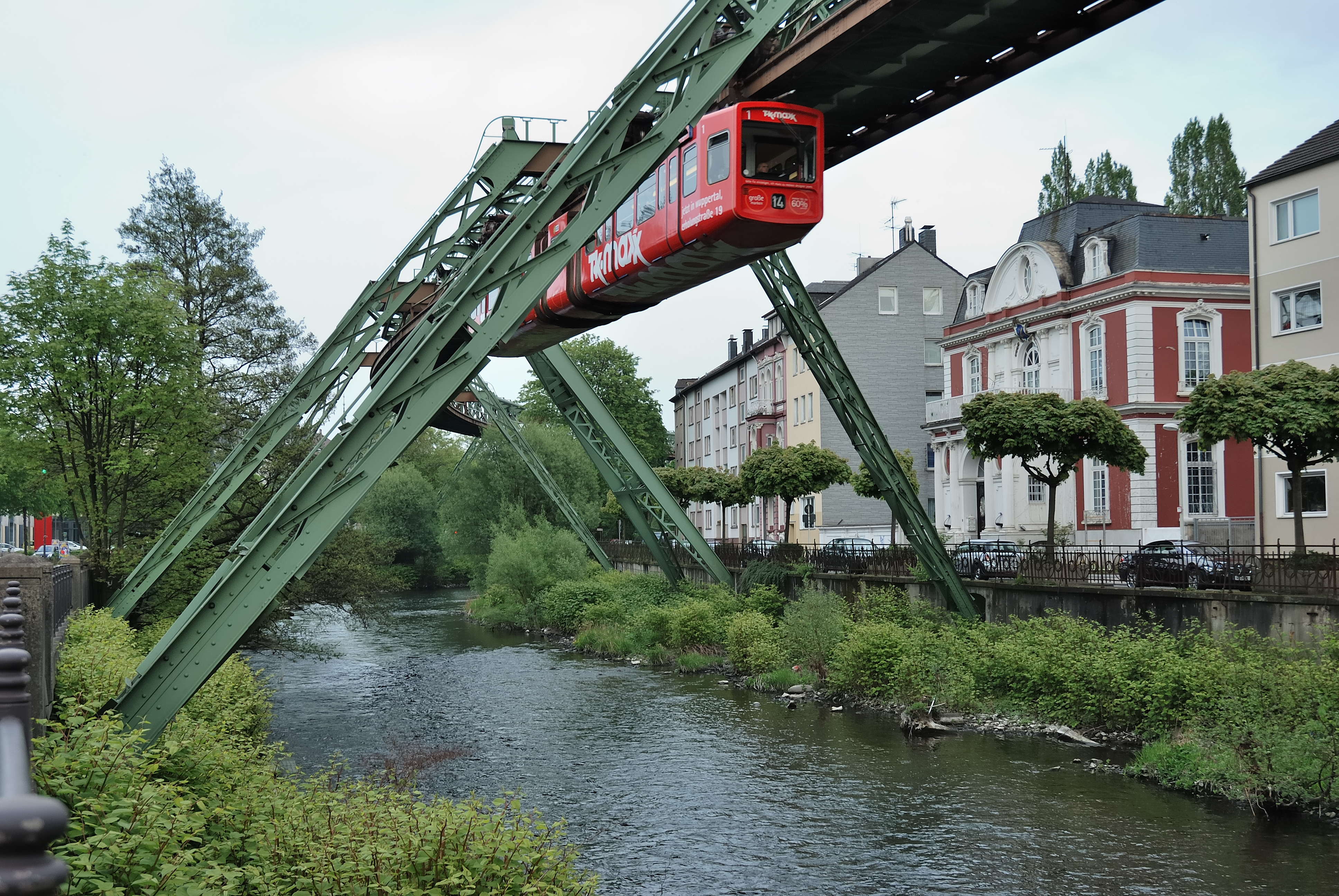
Schwebebahn - Visutá dráha v německém Wuppertalu

Městská hromadná doprava (MHD, někdy označovaná zkráceně jen městská doprava) je systém linek osobní veřejné dopravy určených k zajišťování dopravní obslužnosti na území města hromadnými dopravními prostředky. Obvykle mívají města vlastní integrovaný dopravní systém (buď pro samotné území města, nebo i pro jeho okolí), v němž platí jednotné přepravní a tarifní podmínky, a provoz linek MHD je dotován městem jednotným způsobem. Součástí městské hromadné dopravy však mohou být i linky, které nejsou součástí takového integrovaného systému a mají vlastní, odlišné podmínky nebo nejsou dotované městem.
Konkrétní systém městské hromadné dopravy může zahrnovat autobusovou, tramvajovou či trolejbusovou dopravu, ve městech s více než miliónem obyvatel zpravidla také metro a městskou nebo příměstskou železnici. V některých případech jsou součástí městské hromadné dopravy i lanovky, nekonvenční dráhy (visuté, na magnetickém polštáři apod.) nebo přívozy či jiné formy vodní dopravy.
V současné době v některých krajích České republiky převládá snaha propojit městskou a regionální dopravu a zmenšit rozdíly mezi nimi vytvářením a rozvojem integrovaných dopravních systémů (IDS).
Městská hromadná doprava bývá doplněna též příměstskou, meziměstskou a nehromadnou dopravou a provázána s nimi. Významné přepravní uzly MHD se zřizují v blízkosti přepravních uzlů meziměstské dopravy (nádraží, autobusová nádraží, letiště, přístavy významné pro osobní dopravu). V blízkosti přepravních uzlů hromadné dopravy nebo v jejich rámci se zřizují stanoviště taxislužby, záchytná parkoviště (P+R), případně místa pro přestup z automobilové dopravy na hromadnou (K+R) nebo úložiště jízdních kol (B+R).
Veřejná doprava nemotorovými vozidly na bázi potahových vozidel nebo jízdních kol (rikša), rovněž nemívá dnes povahu hromadné dopravy, slouží v českých městech jen jako turistická atrakce a nemá klíčový dopravní význam. V rozvojových zemích však i dopravní prostředky s animální trakcí jsou dodnes významnou složkou městské dopravy, ostatně tak začínala i evropská veřejná doprava (omnibus, městská i dálková koněspřežná dráha).

## Historie pojmu MHD v Československu
Ve větších městech provozovali koncem 19. století a začátkem 20. století veřejnou hromadnou dopravu jak soukromí dopravci, tak podniky vlastněné obcemi.
Ke striktnímu oddělení městské autobusové dopravy od příměstské a meziměstské došlo zejména znárodňovacím zákonem č. 311/1948 Sb., o národních dopravních podnicích, který monopolizoval veřejnou dopravu, přičemž provozování městské dopravy vyhradil komunálním (obecním) podnikům, zatímco ostatní autobusovou dopravu podnikům ČSAD.
Krokem k integraci městské hromadné dopravy byla vyhláška č. 364/1953 Ú. l. (novela 7/1963 Sb.), kterou se vydává přepravní řád pro městskou hromadnou dopravu osob (městský přepravní řád), a vyhláška 127/1964 Sb., o městském přepravním řádu, které však městskou dopravu ještě více vzdálily dopravě ČSAD. Technické oborové normy ON 73 6425 a ON 73 6426 z počátku 70. let dokonce až do roku 1995 zakazovaly zřizovat společné zastávky pro MHD a ČSAD (nová ČSN 73 6425 z roku 1995 to naopak doporučuje). Později byla vydána vyhláška č. 123/1979 Sb., o městské hromadné dopravě, též jako prováděcí předpis k tehdy novému Zákonu o silniční dopravě a vnitrostátním zasilatelství. Dnes je pojem MHD definován v § 2 vyhlášky č. 175/2000 Sb., o přepravním řádu pro veřejnou drážní a silniční osobní dopravu, a je použit i například ve vyhlášce č. 30/2001 Sb. v popisu dopravní značky a v ČSN 73 6425 Autobusové, tramvajové a trolejbusové zastávky.
O historii městské hromadné dopravy se píše v článcích Městská hromadná doprava v Česku a Městská hromadná doprava na Slovensku.

## Hodnocení

### Důležitost
Pro města s více než 50 000 obyvateli je pravidelná městská hromadná doprava nezbytností.[zdroj?] Dnešní velkoměsta by bez městské hromadné dopravy nemohla existovat. Hromadná doprava je většinou městských správ podporována, hlavně v Evropě[zdroj?] a to nejen finančními dotacemi (zakázkami), ale i omezováním automobilové dopravy, mýtným, nebo také pěšími zónami v centrech velkých měst.
Podle studie amerických universit se ale ulice měst méně stávají globálně méně propojené, což znevýhodňuje hromadnou dopravu.

### Výhody
- Výhodou hromadné dopravy oproti automobilové je relativně nízká míra znečištění životního prostředí, hluku a prostoru.
- Městská hromadná doprava je dostupná všem (dětem, méně majetným, zdravotně postiženým).
- Hromadná doprava je 2,5krát méně energeticky náročná než individuální.[zdroj?]
- Přeprava MHD je bezpečnější.[zdroj?]

### Nevýhody
- Nevýhodou MHD je především nižší rychlost, protože prostředky MHD na rozdíl od individuální dopravy zastavují v zastávkách. V hustém městském provozu je často MHD omezována zejména automobilovou dopravou, která je prostorově náročnější a častěji v ní dochází k zácpám. MHD je pak často nespravedlivě zdržována auty. Například tramvajová trať může přepravit stejně lidí jako čtyřpruhová komunikace.  Naopak oddělení tramvajového pásu od aut může pro MHD přinést jako výhodu zvýšenou rychlost.
- V méně osídlených částech dochází v některých obdobích dne a týdne buď k nedostatečnému zajištění dopravní obslužnosti, nebo naopak ke zbytečnému plýtvání veřejnými prostředky a zatěžování životního prostředí provozem prázdných nebo poloprázdných vozidel.
- Prostředky hromadné dopravy mohou být terčem teroristických útoků. Některá města se rozhodla snížit riziko stavebním řešením (metro v Kodani) či doplňkovým zařízením (odpadkové koše v Praze lépe odolávající výbuchu, turnikety odhalující útočníka v Izraeli). <
- Hromadná doprava může být místem přenosu nemocí v případě epidemie.

## Financování
Veřejná doprava bývá většinou dotována z veřejných rozpočtů (např. státem, územními samosprávnými celky nebo městy). Společnosti provozující veřejnou dopravu bývají často zakládány veřejnoprávními korporacemi (státem, územními samosprávnými celky nebo městy), ale někde je to i soukromá společnost (např. Glasgow či některá města v USA). Výdaje na městskou dopravu patří mezi největší položky městských rozpočtů a rostou tím více, čím je město větší; u velkoměst tyto náklady představují astronomické sumy.
V Česku má městskou dopravu většina okresních měst a dalších měst s více než 15 000 obyvateli.
Někde se zavádí hromadná doprava zdarma. Ale i to nemusí lidi odradit od individuální dopravy.